# Eligmodontia
Eligmodontia là một chi động vật có vú trong họ Cricetidae, bộ Gặm nhấm. Chi này được F. Cuvier miêu tả năm 1837. Loài điển hình của chi này là Eligmodontia typus F. Cuvier, 1837.

## Các loài
Chi này gồm các loài: